# Колесников, Никита Григорьевич
Никита Григорьевич Колесников (3 сентября 1907 — 11 января 1977) — передовик советского сельского хозяйства, тракторист-комбайнёр совхоза «Сталинец» Ужурского района Красноярского края. Герой Социалистического Труда (1957).

## Биография
Родился 3 сентября 1907 года в деревне Афанасьевка Петропавловского уезда Акмолинской области (ныне — район Шал акына Северо-Казахстанской области Казахстана) в русской семье крестьянина.
В четырнадцать лет стал работать по найму у зажиточных односельчан, после проведения коллективизации сельского хозяйства — трудоустроился в местном колхозе, а позже перешёл трудиться в Партизанский леспромхоз, затем работал в Уярском зерносовхозе.
В 1937 году переехал на постоянное место жительство в Крутояр Ужурского района Красноярского района и стал трудиться механизатором в зерносовхозе «Сталинец».
В январе 1942 года был мобилизован в Красную армию. Участник Великой Отечественной войны. Службу проходил шофёром в составе 84-го отдельного санитарного батальона, возил раненных. Награждён боевой медалью. Уволившись с военной службы, возвратился в Ужурский район и продолжил трудовую деятельность трактористом-комбайнёром 3-го отделения зерносовхоза «Сталинец» (центральная усадьба — станица Крутояр), в 1946 году добился наивысшей выработки на комбайне в совхозе.
По результатам сельскохозяйственных работ в 1956 году на комбайне «Сталинец-6» в сцепке с трактором Захара Григорьева сумели убрать 660 гектаров и намолотить 5400 центнеров зерна.
Указом Президиума Верховного Совета СССР от 11 января 1957 года за выдающиеся достижения в освоении целинных и залежных земель, успешное проведение уборки урожая и хлебозаготовок в 1956 году Никите Григорьевичу Колесникову присвоено звание Героя Социалистического Труда с вручением ордена Ленина и золотой медали «Серп и Молот».
В дальнейшем продолжал собирать высокие урожаи зерновых и неоднократно становился лучшим механизатором в совхозе, дважды участвовал во Всесоюзной выставки достижений народного хозяйства (ВДНХ) СССР. После 40 лет труда на сельскохозяйственной технике, в 1961 году вышел на заслуженный отдых.
Избирался депутатом Ужурского районного (1953 год) и Андроновского сельского (1950 год) Советов депутатов трудящихся.
Проживал в Крутояре Ужурского района Красноярского края. Умер в 1977 году.

## Награды
За трудовые успехи удостоен:
- золотая звезда «Серп и Молот» (11.01.1957),
- орден Ленина (11.01.1957),
- Медаль «За боевые заслуги» (17.07.1944),
- Медаль «За оборону Сталинграда» (22.12.1942),
- Медаль «За победу над Германией в Великой Отечественной войне 1941—1945 гг.»
- другие медали.